# Mauricio Cantú González
Mauricio Cantú González (Monterrey, Nuevo León; 27 de enero de 1988) es un abogado y político mexicano. Es diputado federal plurinominal de la LXV Legislatura desde el 18 de octubre de 2021.

## Trayectoria política
Cantú es abogado por la Facultad Libre de Derecho de Monterrey y maestro en Administración Militar y Defensa Nacional por el Colegio de Defensa Nacional y en derecho corporativo en la Universidad Autónoma de Nuevo León. 
Es profesor de la Facultad de Derecho de la Universidad Nacional Autónoma de México, la Universidad Autónoma de Nuevo León, el Colegio de Defensa Nacional y en el Centro de Estudios Superiores Navales.
Fue secretario técnico de la COFEPRIS, y asesor del Órgano de Gobierno de la Comisión Nacional de Hidrocarburos y coordinador de asesores de Napoléon Gómez Urrutia en el Senado. Fue electo diputado del congreso federal por la segunda circunscripción plurinominal, representando a Nuevo León, el 18 de octubre de 2021. Como legislador es integrante de las comisiones de Cambio Climático y Sostenibilidad, Ciencia, Tecnología e Innovación, Vigilancia de la Auditoría Superior de la Federación y Defensa Nacional.